# Paradox Development Studio
Paradox Development Studio è uno studio di sviluppo di videogiochi di origine svedese. Associato fortemente alla compagnia e video publisher Paradox Interactive, la Paradox Development Studio è molto conosciuta per i suoi giochi strategici a grande scala, fra i quali si possono ricordare Europa Universalis, Hearts of Iron, Crusader Kings, Victoria e Stellaris.

## Storia
La Paradox Development Studio (PDS) è stata fondata dalla Target Games, una compagnia di giochi da tavolo svedese che, nel 1995, decise di cominciare a produrre videogiochi di strategia a grande scala.
Nel 1999, la compagnia ormai in bancarotta, è stata divisa in due: la Paradox Entertainment, con l'obbiettivo di concentrarsi sulla produzioni di giochi da tavolo, e la Paradox Interactive, quest'ultima con l'obbiettivo si concentrarsi specificamente sulla produzione e sviluppo di videogiochi per PC.
Nel 2012, la Paradox Interactive è stata divisa a sua volta in due parti: la Paradox Interactive, produttrice e sviluppatrice di videogiochi di vario genere, e la Paradox Development Studio, unicamente concentrata nello sviluppo degli strategici a grande scala.

## Lista dei videogiochi sviluppati
- 2000 - Europa Universalis
- 2001 - Europa Universalis II
- 2002 - Hearts of Iron
- 2003 - Victoria: An Empire Under the Sun
- 2004 - Crusader Kings
- 2005 - Hearts of Iron II
- 2007 - Europa Universalis III
- 2008 - Europa Universalis: Rome
- 2009 - Hearts of Iron III
- 2010 - Victoria II
- 2011 - Sengoku
- 2012 - Crusader Kings II
- 2013 - March of the Eagles
- 2013 - Europa Universalis IV
- 2016 - Stellaris
- 2016 - Hearts of Iron IV
- 2019 - Imperator: Rome
- 2020 - Crusader Kings III
- 2022 - Victoria 3